# Martin Schrettinger

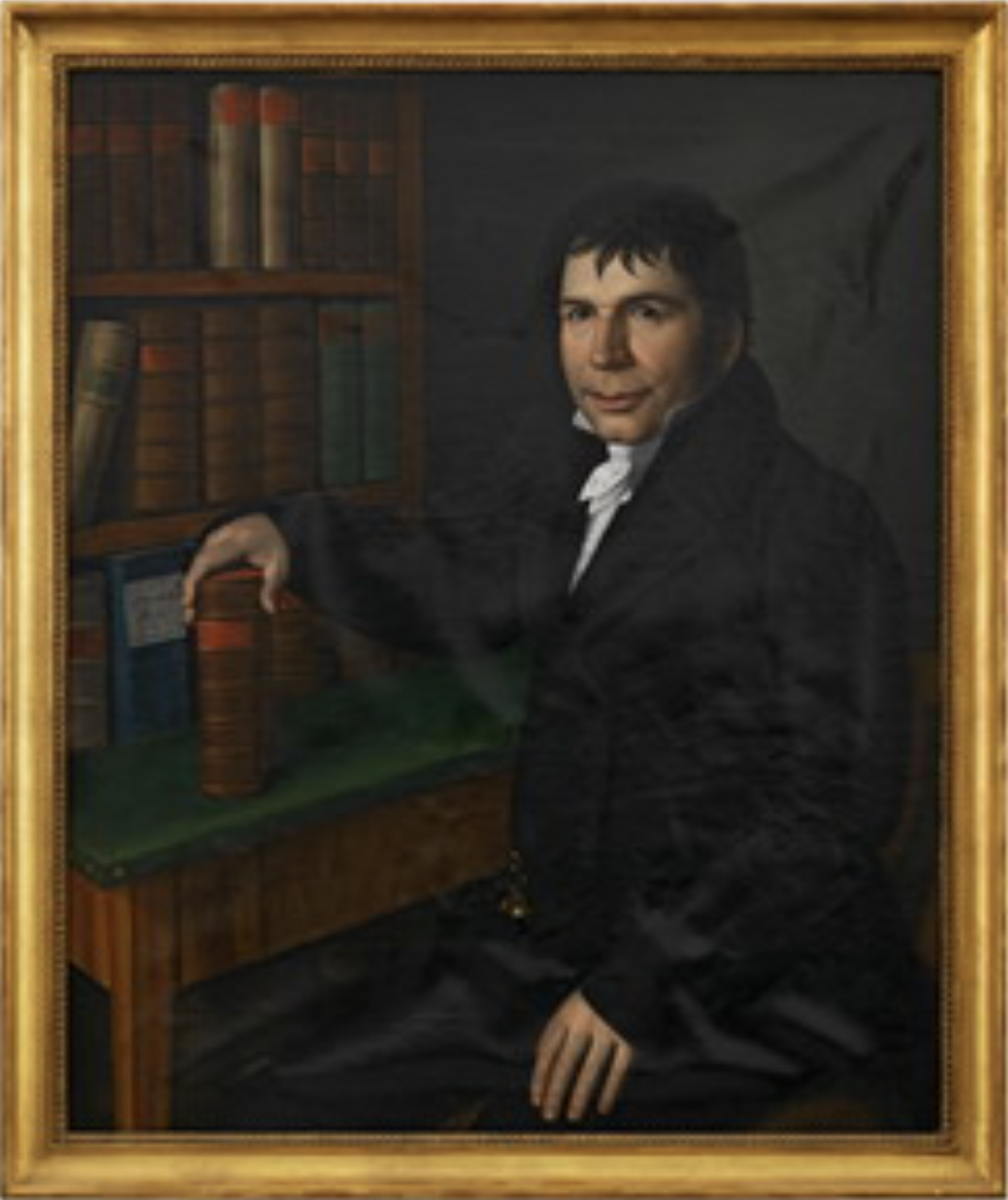
Martin Schrettinger

Martin Willibald Schrettinger OSB (* 17. Juni 1772 in Neumarkt in der Oberpfalz; † 12. April 1851 in München) war ein deutscher Bibliothekar und katholischer Priester.

## Leben
Nach ersten Studien in Burghausen und im Lyzeum in Amberg trat Schrettinger 1790 in das Benediktinerkloster Weißenohe (Oberfranken) ein, legte dort 1793 die Profess ab und empfing 1795 die Priesterweihe. Ab 1800 arbeitete er als Klosterbibliothekar. Vielseitig literarisch, musisch und künstlerisch begabt, entwickelte er sich zu einem der führenden Köpfe der Fraktion der Aufklärer in seinem Konvent. Im Jahr 1802 – kurz vor der Aufhebung des Klosters – ging er nach München, wo ihn die Königliche Hofbibliothek beschäftigte. 1806 wurde er dort Kustos und 1823 Unterbibliothekar. 1839 wurde er – unter Beibehaltung seiner Stelle als Bibliothekar – Kanonikus am Münchner Stift St. Kajetan.

## Wirkung
Schrettinger gilt zusammen mit Friedrich Adolf Ebert als Begründer der modernen Bibliothekswissenschaft und war auch der erste, der diesen Begriff benutzte. Er engagierte sich für eine Aufstellung der Bibliotheksbestände nach Sachgruppen und Unterabteilungen und forderte eine Bestandserschließung durch einen alphabetischen Verfasserkatalog und einen Standortkatalog.
Der Schrettinger-Katalog ist ein handschriftlicher, nach Schlagwörtern geordneter Realkatalog der Bayerischen Staatsbibliothek auf über 17.000 Folioblättern. Von 1819 bis 1856 haben Martin Schrettinger und Heinrich Föringer ca. 84.000 Titel der damaligen Münchner Hofbibliothek alphabetisch nach Themen geordnet. Diese Art der Sacherschließung sollte helfen, den großen Zustrom an Büchern in die Hofbibliothek aus der Säkularisationszeit besser zugänglich zu machen. Es handelt sich um den ältesten großen Schlagwortkatalog der Welt, der heute in 151 Schachteln aufbewahrt wird. Der Schrettinger-Katalog blieb unvollendet. Dennoch ist er bis heute sowohl ein praktisches Erschließungsinstrument für die wertvollen Altbestände der Bayerischen Staatsbibliothek, wie auch ein Dokument der Bibliotheksgeschichte und ein Spiegelbild der frühen Wissenschaftsgeschichte.
Für den Bau eines neuen Gebäudes der Königlichen Hofbibliothek entwarf Schrettinger einen fünfflügeligen Grundriss, der zwar für das Münchner Gebäude nicht berücksichtigt wurde, aber als Idealgrundriss Gegenstand bibliothekarischer Überlegungen blieb.

## Schriften
- Versuch eines vollständigen Lehrbuches der Bibliothek-Wissenschaft oder Anleitung zur vollkommenen Geschäftsführung eines Bibliothekars. Band 1 (Heft 1–3), 1808–1810; Band 2 (Heft 4), 1829.
- Handbuch der Bibliothek-Wissenschaft. Wien 1834. Nachdruck Weidmann, Hildesheim 2003, ISBN 3-615-00277-6.
- Im Besitz der Bayerischen Staatsbibliothek München befinden sich Schrettingers Tagebuch über die Jahre 1793–1850 sowie eine handschriftliche Autobiographie. Teiledition der das Kloster Weißenohe betreffenden Jahre des Tagebuchs in: Josef Pöppel: Weißenohe. Zur Geschichte von Kloster und Pfarrei. Norderstedt 2013, ISBN 978-3-7322-3580-3, S. 289–445.
- Philip Dormer Stanhope of Chesterfield: Die Kunst unter Menschen glücklich zu leben. Aus d. Franz. übers. von Wilibald Schrettinger. Seidel, München 1802.